# Teucholabis (Paratropesa) collaris
Teucholabis (Paratropesa) collaris is een tweevleugelige uit de familie steltmuggen (Limoniidae). De soort komt voor in het Neotropisch gebied.